# Oreaster reticulatus
Oreaster reticulatus är en sjöstjärneart som först beskrevs av Carl von Linné 1758.  Oreaster reticulatus ingår i släktet Oreaster och familjen Oreasteridae. Inga underarter finns listade i Catalogue of Life.

## Bildgalleri

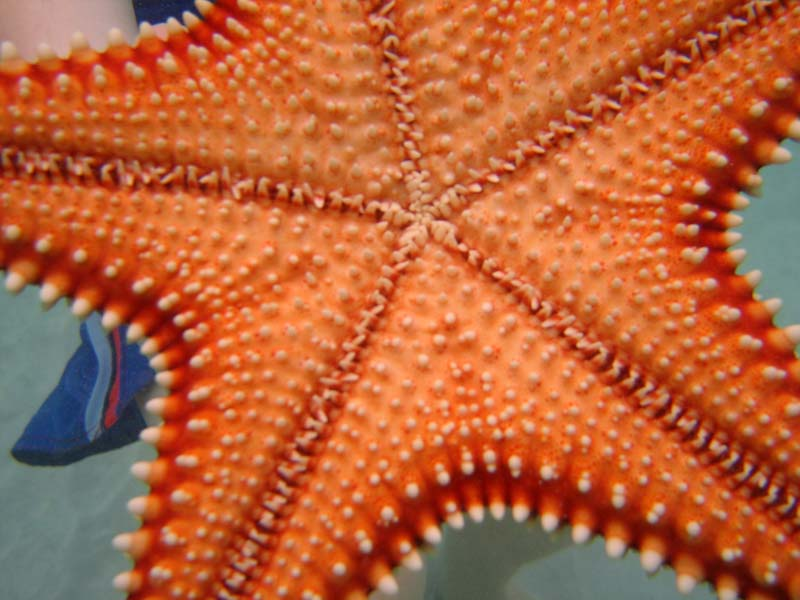
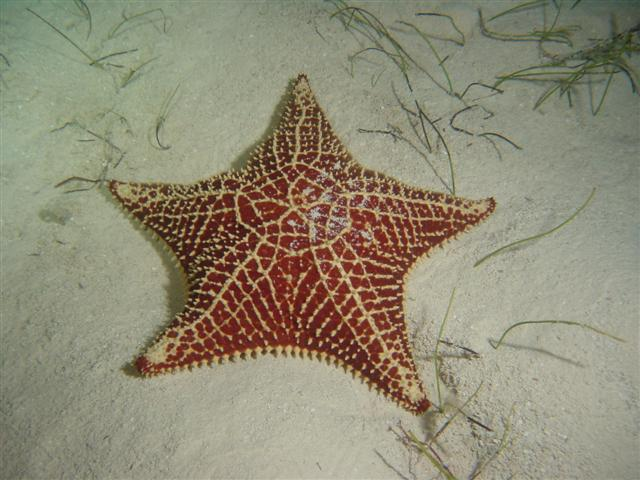
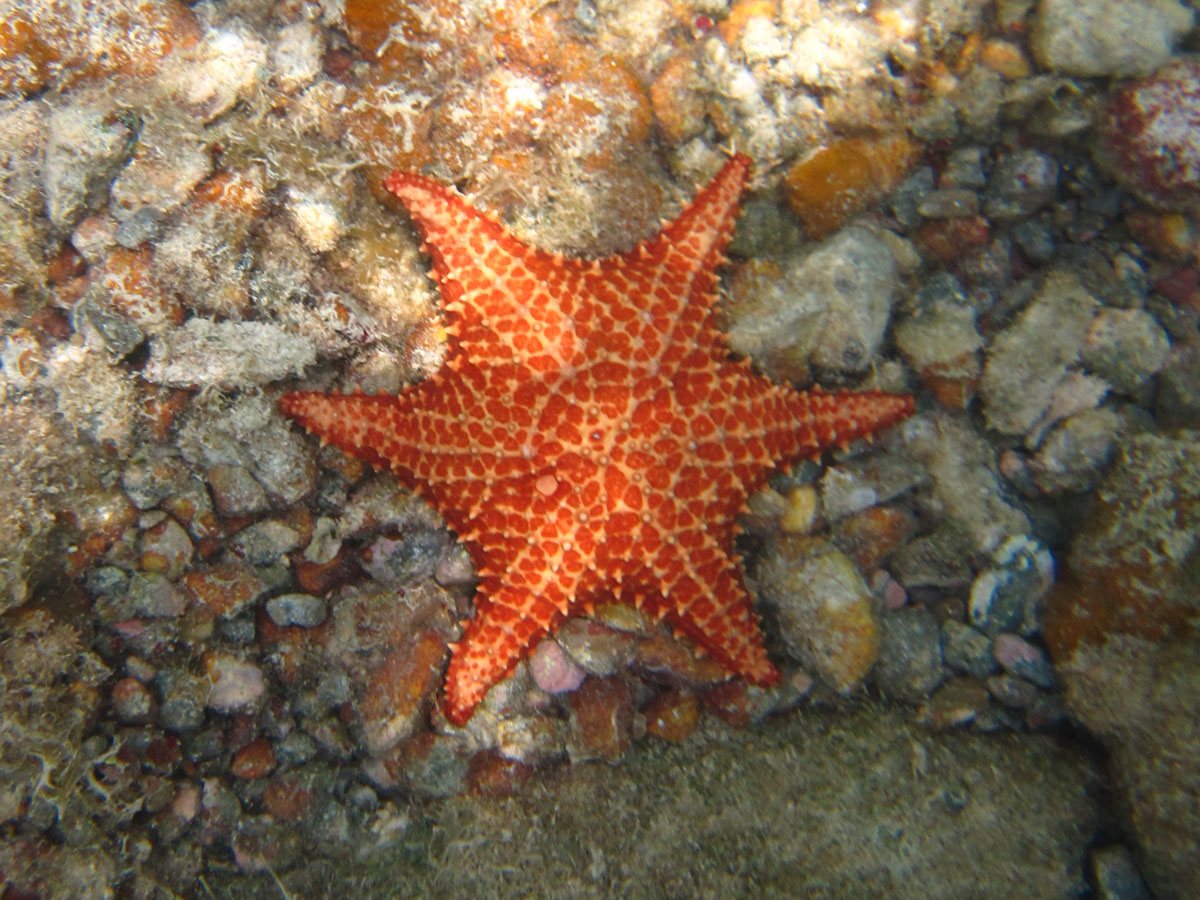
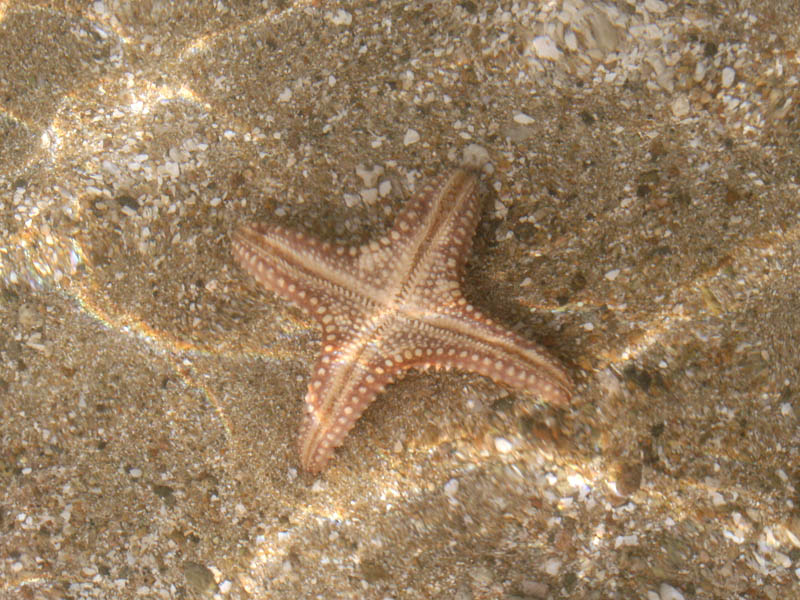
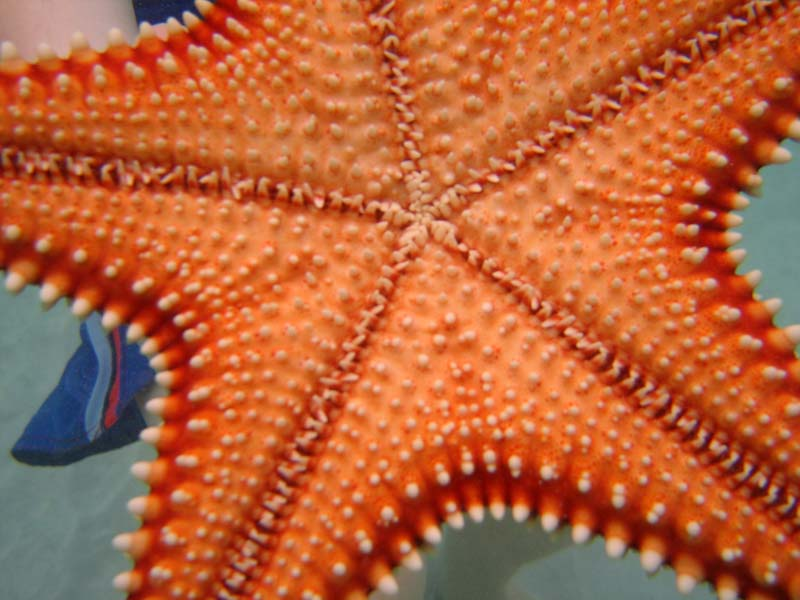